# Ван Хелсінг (фільм)
«Ван Хелсінг» (англ. Van Helsing) — американський горор-бойовик 2004 року, знятий Стівеном Соммерсом. Стрічка створена у готичному стилі. Продюсером виступили Стівен Соммерс та Боб Дюксей, музику до картини написав Алан Сільвестрі, оператором був Ален Девю, монтаж — Боб Дюксей, Келлі Мацумото, Джим Мей. Фільм надійшов у прокат 7 травня 2004 року, створений компанією Universal Pictures. Стрічка йде 132 хвилини. Бюджет склав 160 млн доларів. У фільмі використані персонажі з декількох книжок, наприклад, «Дракула» Брема Стокера, «Франкенштейн» Мері Шеллі та «Дивна історія доктора Джекіла і містера Хайда» Роберта Стівенсона. Образи героїв цілком не збереглися. Серед міфічних ворогів головного героя вампіри, перевертні, дверги та інша нечиста сила.

## Сюжет
Історія починається у 1887, коли розлючені селяни йдуть на штурм замку доктора Франкенштейна, який щойно завершив свій експеримент, фінансований графом Дракулою. Проте доктор Франкенштейн не згоден з метою Дракули щодо чудовиська і той його вбиває. Монстр кидає в графа шмат апаратури і тікає з тілом доктора через чорний хід. Ігор, помічник доктора, теж тікає. Натовп наздоганяє чудовисько на вітряку і спалює будівлю разом з ним. Але селян розганяють вампіри, та монстра вже не врятувати.
Через рік у Парижі, де тільки будується Ейфелева вежа, відбувається наступне. Ван Хелсінг, що нічого не пам'ятає про своє минуле, переслідує містера Хайда, що втік з Лондона, у Соборі Паризької Богоматері. Після бійки вони знищують вікно-розу на фасаді, але й сам містер Хайд гине, хоча жандарми вирішують, що його вбив Ван Хелсінг. Він же повертається у Ватикан, де отримує наступне завдання. Кардинал Жінетте сварить його, а потім показує клаптик пергаменту і фотографії Валеріусів, яким він має допомогти знищити вампіра Дракулу і відкрити шлях до Раю. На пергаменті той самий знак, що й на персні Ван Хелсінга. З ним вирушає ченець Карл, що винайшов нову світлову вибухівку (суміш піску з пустелі Гобі та попелу з Везувію), кулемет, арбалет та відкрив нітрогліцерин.
В цей час Анна та Велкан Валеріуси полюють на вовкулаку. І хоча Велкан його вбиває, сам стає перевертнем, бо той встигає його вкусити. Його сестра вирішує, що він загинув. Ван Хелсінг та Карл прибувають у поселення, де відбувається напад трьох вампірок-наречених Дракули. Габріелю вдається вбити одну з них, Марішку. Інші ж тікають. Увечері до будинку Валеріусів проникає Велкан і Анна з'ясовує, що він став вовкулакою. Ван Хелсінг намагається його вбити та Анна йому перешкоджає і перевертень вбиває трунаря. Після цього Ван Хелсінг та Анна вирушають до замку Франкенштейна, де знаходять мертве потомство вампірів. Щоб їх оживити їм потрібна енергія блискавки і чудовисько Франкенштейна, тому що з вовкулаками потужності не вистачає. Потомство оживає, але ненадовго. Тільки вампіри нападають на місто, як вибухають. У замку ж Ван Хелсінг намагається вбити Дракулу, що розповідає йому про їх минуле, розп'яттям та срібним кілком, але це не допомагає. Тоді Ван Хелсінгу і Анні доводиться тікати до згорілого млина. Але у ньому провалюється підлога і вони падають до печери, де переховується монстр Франкенштейна. Ван Хелсінг не може вбити його, бо той не злий і вирішує заховати його у Римі. Та їх розмову бачить вовкулака і все доносить Дракулі. Тим часом Карл знаходить картину, що зображує бій двох лицарів, що починають рухатись і стають кажаном та вовком. Перемагає вовк.
Ван Хелсінг відправляється до Ватикану, везучи на кареті монстра Франкенштейна, та його починають переслідувати вампіри та вовкулака. Карета падає у провалля з розбитим мостом і вибухає. З неї вилітають кілки і вбивають Верону, а Ван Хелсінг потрапляє на карету, в якій дійсно знаходиться монстр Франкенштейна. Їх наздоганяє Велкан і Ван Хелсінг вбиває його, але той перед смертю ранить Ван Хелсінга. В цей час Аліра викрадає Анну. Щоб її врятувати він з Карлом і монстром вирушає до Будапешту, де Дракула влаштовує на Геловін костюмований бал. Чудовисько Франкенштейна вони ховають на кладовищі, де його викрадають слуги Дракули. Ван Хелсінг прибуває на бал, де рятує Анну і знищує всіх мерців окрім графа, проте не встигає врятувати монстра Франкенштейна. За ним вони вирушають назад у Трансільванію. Карл пояснює, що замок графа знаходиться на скелі, тому Сатана й дав йому крила, і що його може вбити лише перевертень (що було інсценовано на картині). Клаптик паперу доповнює мапу на стіні зали і вона перетворюється на дзеркало-двері до замку вампіра. Щойно туди потрапивши, вони беруть в полон Ігора, який веде їх до зілля, що виліковує вовкулак, поки Ван Хелсінг намагається врятувати монстра Франкенштейна. Йому це майже вдається, та Дракула вже почав оживляти своїх дітей.
Ігор кидає Анну та Карла в кімнаті з еліксиром та тікає, а на них нападає Аліра. Проте Карл все ж тікає зі шприцом на міст, де з ним починає сутичку Ігор. У міст влучає блискавка, він руйнується, Ігор падає вниз і гине. Анна б'ється з Алірою. Їй на допомогу приходить врятований монстр Франкенштейна і вони (з Карлом) вбивають останню наречену. Дракула каже Ван Хелсінгу, що той «Ліва Рука Бога», Гавриїл. І Габріель починає перетворюватись у вовка. Вони довго б'ються і Ван Хелсінг вбиває свого ворога та Анну, яка в останній момент (до дванадцятого удару годинника) вводить йому антидот. Той у розпачі. Проте зло переможене. Монстр Франкенштейна на плоті пливе у море, а Ван Хелсінг і Карл спалюють тіло Анни. Та він знає, що вона разом з усією сім'єю тепер у Раю і вони можуть спокійно повертатись у Ватикан.

## Ролі
- Г'ю Джекмен у ролі Габріеля Ван Хелсінга (англ. Van Helsing) — в оригіналі це доктор Авраам Ван Хелсінг, який не завжди боровся з вампірами, але тільки з ними; у фільмі ім'я Ґабріель він здобуває через аналогію з архангелом Гавриїлом. Герой Джекмена озброєний скорострільним арбалетом, що працює на бензині, пістолетом, який стріляє канатом, двома револьверами зі срібними кулями, двома механічними пилками, що скидують леза, пістолетом із сонним газом та присиплялючими стрілами, а також світлову і звичайну вибухівку. Крім цього йому пропонується взяти меч, кулемет, свячену воду та часник. Хоча він і мисливець за чудовиськами, але не є простим вбивцею, яким його називають, бо бачить перед смертю монстрів людьми, якими вони були і щиро їм співчуває.
- Кейт Бекінсейл у ролі Анни Валеріус — вона є одною з родичів графа Дракули. Її пращур поклявся, що вб'є того, але не зміг і тепер це мусять зробити його нащадки, щоб здобути місце у Раю. Вона відчайдушно йде у бій із силами темряви, зовсім не зважаючи на небезпеку.
- Річард Роксбург у ролі графа Владислава Дракули — це головний вампір Європи. У фільмі він має землю у таких країнах як Валахія, Трансільванія, Румунія, Угорщина. Він безжальний вбивця, що прагне оживити своїх дітей-вампірят. Він раніше вже зустрічав Ван Хелсінга і той забрав у нього перстень.
- Девід Венгем у ролі Карла — це ченець-вчений, який дуже далеко зайшов у своїх винаходах. За своєю поведінкою він ще не готовий стати монахом. Хоча він і дуже розумний, але не такий уже і сміливий.
- Вілл Кемп у ролі Велкана Валеріуса та перевертня — разом із сестрою Анною вони полюють на нечисту силу. Та одного разу його вкусив вовкулака і він сам став ним. Тепер йому доводиться служити графу.
- Шулер Хенслі у ролі чудовиська Франкенштейна — він зовсім не є чудовиськом, бо має добре серце і вірить у Бога. Проте за ним полює граф Дракула, тому що тільки він може витримати удар блискавки та дати необхідну енергію для оживлення потомства вампірів.
- Сільвія Коллока у ролі Верони — це старша дружина-вампірша Дракули, брюнетка.
- Джозі Маран у ролі Марішки — вона середня з-поміж дружин Дракули зі світлим волоссям.
- Елена Анайя у ролі Аліри — молодша дружина графа з рудим волоссям.
- Кевін О'Коннор у ролі Ігора — слуга доктора Франкенштейна, що перейшов на бік Дракули через гроші. Його філософія полягає у фразі «Чини з іншими, доки не вчинили з тобою».
- Алан Армстронґ у ролі кардинала Жинетте — керівник Лицарів Святого Ордену, таємної організації, що протистоїть злу століттями. Штаб-квартира Ордену знаходиться у Ватикані (Рим, Італія).
- Семюель Вест у ролі доктора Віктора Франкенштейна — вчений, якому вдалося оживити істоту зроблену зі шматків мертвяків.
- Роббі Колтрейн озвучує містера Едварда Хайда, в якого перетворився доктор Генрі Джекілл, що тепер вбиває всіх, хто потрапляє йому під руку.
- Том Фішер у ролі трунаря в циліндрі.

## Закадрове озвучення
- Двоголосе закадрове озвучення студії «1+1». Ролі озвучували: Олександр Ігнатуша та Інна Капінос.
- Двоголосе закадрове озвучення телекомпанії «Новий канал». Ролі озвучували: Олесь Гімбаржевський та Олена Узлюк.
- Багатоголосе закадрове озвучення студії «Мова» на замовлення ТРК «Україна». Всі чоловічі ролі озвучували Михайло Кришталь та Микола Говір.
- Багатоголосе закадрове озвучення студії «Так Треба Продакшн» на замовлення телекомпанії «ICTV». Ролі озвучували: Олег Стальчук, Дмитро Терещук, Валентина Сова та Наталя Поліщук.

## Виробництво
Річард Роксбург зробив свої трюки сам без дублерів.
Майкл Бей у якийсь момент вважався режисером фільму, але замість цього вирішив попрацювати над фантастичним фільмом Острів (2005).
У той час, коли розгортається сюжет фільму, Трансільванія належала не до Румунії, а до Австро-Угорської імперії. Частиною Румунії вона стала тільки в 1918 році.

## Касові збори
Фільм заробив 51 мільйон доларів, посівши перше місце в прокаті за перший вікенд. Зрештою фільм зібрав 300 мільйонів доларів США, з яких 120 мільйонів було зібрано у США.

## Новий фільм
Як стало відомо 11 червня 2010 року, студія «Universal» вирішила повернути Ван Хелсінга. Новий фільм, продюсером якого стане мексиканець Ґільєрмо дель Торо, відомий такими роботами в кіно як «Гелбой» і «Блейд II» не буде продовженням або римейком першого фільму..

## Сприйняття
Оцінка на сайті IMDb — 6,0/10.